# Fyodor Bondarchuk
Fyodor Bondarchuk (Moscou, 9 de maio de 1964) é um diretor de cinema russo. É filho do diretor de cinema Sergei Bondarchuk e da atriz Irina Skobtseva. O seu filme Stalingrad (2013) foi o primeiro projeto cinematográfico russo a ser exibido em formato IMAX.